# Тринидад и Тобаго на Светском првенству у атлетици у дворани 2018.
Тринидад и Тобаго је учествовао на 17. Светском првенству у атлетици у дворани 2018. одржаном у Бирмингему од 1. до 4. марта шеснаести пут. Репрезентацију Тринидада и Тобага представљало је 12 такмичара (9 мушкараца и 3 жене), који су се такмичили у 5 дисциплина (3 мушке и 2 женске).,
На овом првенству Тринидад и Тобаго је по броју освојених медаља делио 24 место са 1 освојеном медаљом (1 бронзана).
У табели успешности према броју и пласману такмичара који су учествовали у финалним такмичењима (првих 8 такмичара) Тринидад и Тобаго је са 3 учесника у финалу заузео 17. место са 14 бодова.
| Плас. | Земља             | 1. место | 2. место | 3. место | 4. место | 5. место | 6. место | 7. место | 8. место | Бр. финал. | Бод. |
| ----- | ----------------- | -------- | -------- | -------- | -------- | -------- | -------- | -------- | -------- | ---------- | ---- |
| =17.  | Тринидад и Тобаго | 0        | 0        | 1        | 1        | 0        | 1        | 0        | 0        | 3          | 14   |

## Учесници
| Мушкарци: - Кестон Бледман — 60 м - Емануел Календер — 60 м - Деон Лендор — 400 м, 4x400 м - Аса Гевара — 400 м, 4x400 м - Лалонд Гордон — 4x400 м - Микел Томас — 4x400 м - Рени Квоу — 4x400 м - Мајкл Седенио — 4x400 м - Џерим Ричардс — 4x400 м | Жене: - Мишел-Ли Ахје — 60 м - Кели-Ен Баптист — 60 м - Клеопатра Борел — Бацање кугле |  |

## Освајачи медаља

### Бронза (1)
- Деон Лендор — 400 м

## Резултати

### Мушкарци
| Атлетичар        | Дисциплина | Лични рекорд | Квалификације  | Квалификације | Полуфинале            | Полуфинале            | Финале                | Финале       | Детаљи |
| Атлетичар        | Дисциплина | Лични рекорд | Резултат       | Место         | Резултат              | Место                 | Резултат              | Место        | Детаљи |
| ---------------- | ---------- | ------------ | -------------- | ------------- | --------------------- | --------------------- | --------------------- | ------------ | ------ |
| Кестон Бледман   | 60 м       | 6,62         | 6,79           | 5. у гр. 2    | Нису се квалификовали | Нису се квалификовали | Нису се квалификовали | 26 / 49 (52) |        |
| Емануел Календер | 60 м       | 6.65         | 6.80           | 4. у гр. 3    | Нису се квалификовали | Нису се квалификовали | Нису се квалификовали | 27 / 49 (52) |        |
| Деон Лендор      | 400 м      | 45,03 НР     | 46,68 КВ       | 2. у гр. 1    | 46,33 (.330) КВ       | 2. у гр. 3            | 46,37                 |              |        |
| Аса Гевара       | 400 м      | 46,57        | 46,92 кв       | 4. у гр. 2    | 46,91                 | 5. у гр. 2            | Није се квалификовао  | 12 / 25 (32) |        |
| Деон Лендор      | 4 х 400 м  | 3:02,97 НР   | 3:05,96 кв НРС | 3. у гр. 1    |                       |                       | 3:02,52 НР            | 4 / 8        |        |
| Џерим Ричардс    | 4 х 400 м  | 3:02,97 НР   | 3:05,96 кв НРС | 3. у гр. 1    |                       |                       | 3:02,52 НР            | 4 / 8        |        |
| Аса Гевара       | 4 х 400 м  | 3:02,97 НР   | 3:05,96 кв НРС | 3. у гр. 1    |                       |                       | 3:02,52 НР            | 4 / 8        |        |
| Лалонд Гордон    | 4 х 400 м  | 3:02,97 НР   | 3:05,96 кв НРС | 3. у гр. 1    |                       |                       | 3:02,52 НР            | 4 / 8        |        |
| Рени Квоу        | 4 х 400 м  | 3:02,97 НР   | 3:05,96 кв НРС | 3. у гр. 1    |                       |                       | 3:02,52 НР            | 4 / 8        |        |
| Мајкл Седенио    | 4 х 400 м  | 3:02,97 НР   | 3:05,96 кв НРС | 3. у гр. 1    |                       |                       | 3:02,52 НР            | 4 / 8        |        |

### Жене
| Атлетичарка     | Дисциплина   | Лични рекорд | Квалификације  | Квалификације | Полуфинале     | Полуфинале | Финале                | Финале  | Детаљи |
| Атлетичарка     | Дисциплина   | Лични рекорд | Резултат       | Место         | Резултат       | Место      | Резултат              | Место   | Детаљи |
| --------------- | ------------ | ------------ | -------------- | ------------- | -------------- | ---------- | --------------------- | ------- | ------ |
| Мишел-Ли Ахје   | 60 м         | 7,09 НР      | 7,23 (.226) КВ | 3. у гр. 2    | 7,15 (.145) КВ | 2. у гр. 2 | 7,13 ЛРС              | 6 / 47  |        |
| Кели-Ен Баптист | 60 м         | 7,13         | 7,25 кв, =ЛРС  | 5. у гр. 6    | 7,21 ЛРС       | 6. у гр. 1 | Није се квалификовала | 14 / 47 |        |
| Клеопатра Борел | Бацање кугле | 19,48 НР     |                |               |                |            | 17,80                 | 9 / 15  |        |